# Mun Če-in
Mun Če-in (korejsky 문재인 (hangul) nebo 文在寅 (hanča), anglický přepis: Moon Jae-in; * 24. ledna 1953 Kodže) je jihokorejský politik, v letech 2017–2022 prezident Jižní Koreje. Zvolen byl ve volbách v roce 2017, které se konaly po sesazení prezidentky Pak Kun-hje.

## Biografie
Narodil se v Kodže v Jižní Koreji, ale jeho otec byl uprchlíkem z Hamhungu v Severní Koreji. Rodina se později usadila v Pusanu, kde Mun Če-in také absolvoval střední školu. Pak vystudoval právo na univerzitě v Soulu a stal se právníkem. V 70. letech 20. století byl vězněn, protože vedl protesty proti prezidentovi Pak Čong-huimu. Zajímal se zejména o problematiku lidských práv a spřátelil se s pozdějším prezidentem No Mu-hjonem, kterému také vedl jeho úspěšnou prezidentskou kampaň.
V letech 2012–2016 byl poslancem jihokorejského parlamentu za Demokratickou stranu.
Dne 10. května 2017 vyhrál se 41,4 % odevzdaných hlasů prezidentské volby. Mezi uchazeči o prezidentský úřad, které porazil, byli Hong Čun-pchjo a An Čchol-su. V úřadu jihokorejského prezidenta setrval jedno volební období do 9. května 2022.